# 戟叶鼠尾草
戟叶鼠尾草（学名：Salvia bulleyana）是唇形科鼠尾草属的植物，为中国的特有植物。分布在中国大陆的云南等地，生长于海拔2,100米至3,400米的地区，多生于山坡路旁，目前尚未由人工引种栽培。